# Eusandalum coquillettii
Eusandalum coquillettii är en stekelart som först beskrevs av William Harris Ashmead 1896.  Eusandalum coquillettii ingår i släktet Eusandalum och familjen hoppglanssteklar. Inga underarter finns listade i Catalogue of Life.